# Jaka Bijol
Jaka Bijol (sinh 5 tháng 2 năm 1999) là một cầu thủ bóng đá người Slovenia thi đấu ở vị trí tiền vệ cho câu lạc bộ Nga CSKA Moscow và đội tuyển quốc gia Slovenia.

## Thống kê sự nghiệp

### Câu lạc bộ
Tính đến ngày 25 tháng 4 năm 2021
| Câu lạc bộ         | Mùa giải       | Giải đấu       | Giải đấu | Giải đấu | Cúp quốc gia | Cúp quốc gia | Châu Âu | Châu Âu | Khác | Khác | Tổng cộng | Tổng cộng |
| Câu lạc bộ         | Mùa giải       | Hạng           | Trận     | Bàn      | Trận         | Bàn          | Trận    | Bàn     | Trận | Bàn  | Trận      | Bàn       |
| ------------------ | -------------- | -------------- | -------- | -------- | ------------ | ------------ | ------- | ------- | ---- | ---- | --------- | --------- |
| Rudar Velenje      | 2017–18        | PrvaLiga       | 30       | 3        | 0            | 0            | —       | —       | —    | —    | 30        | 3         |
| CSKA Moscow        | 2018–19        | RPL            | 23       | 4        | 0            | 0            | 3       | 0       | 1    | 0    | 27        | 4         |
| CSKA Moscow        | 2019–20        | RPL            | 25       | 1        | 3            | 1            | 6       | 0       | —    | —    | 34        | 2         |
| CSKA Moscow        | 2020–21        | RPL            | 5        | 0        | 0            | 0            | 0       | 0       | —    | —    | 5         | 0         |
| CSKA Moscow        | Tổng cộng      | Tổng cộng      | 53       | 5        | 3            | 1            | 9       | 0       | 1    | 0    | 66        | 6         |
| Hannover 96 (mượn) | 2020–21        | 2. Bundesliga  | 27       | 0        | 1            | 0            | —       | —       | —    | —    | 28        | 0         |
| Tổng sự nghiệp     | Tổng sự nghiệp | Tổng sự nghiệp | 110      | 8        | 4            | 1            | 9       | 0       | 1    | 0    | 124       | 9         |

1. ↑  Số trận ra sân tại UEFA Champions League.
2. ↑  Ra sân tại Russian Super Cup.
3. ↑  Số trận ra sân tại UEFA Europa League.

### Quốc tế
Tính đến ngày 26 tháng 3 năm 2024.
| Đội tuyển quốc gia | Năm       | Số trận | Bàn thắng |
| ------------------ | --------- | ------- | --------- |
| Slovenia           | 2018      | 3       | 0         |
| Slovenia           | 2019      | 5       | 0         |
| Slovenia           | 2020      | 7       | 0         |
| Slovenia           | 2021      | 9       | 0         |
| Slovenia           | 2022      | 11      | 1         |
| Slovenia           | 2023      | 10      | 0         |
| Slovenia           | 2024      | 2       | 0         |
| Tổng cộng          | Tổng cộng | 47      | 1         |

Bàn thắng và kết quả của Slovenia được để trước.
| # | Ngày                | Địa điểm                                          | Đối thủ | Bàn thắng | Kết quả | Giải đấu |
| - | ------------------- | ------------------------------------------------- | ------- | --------- | ------- | -------- |
| 1 | 26 tháng 3 năm 2022 | Sân vận động Thành phố Giáo dục, Al Rayyan, Qatar | Croatia | 1–1       | 1–1     | Giao hữu |

## Danh hiệu
CSKA Moscow
- Vô địch Russian Super Cup: 2018[4]